# Wedren

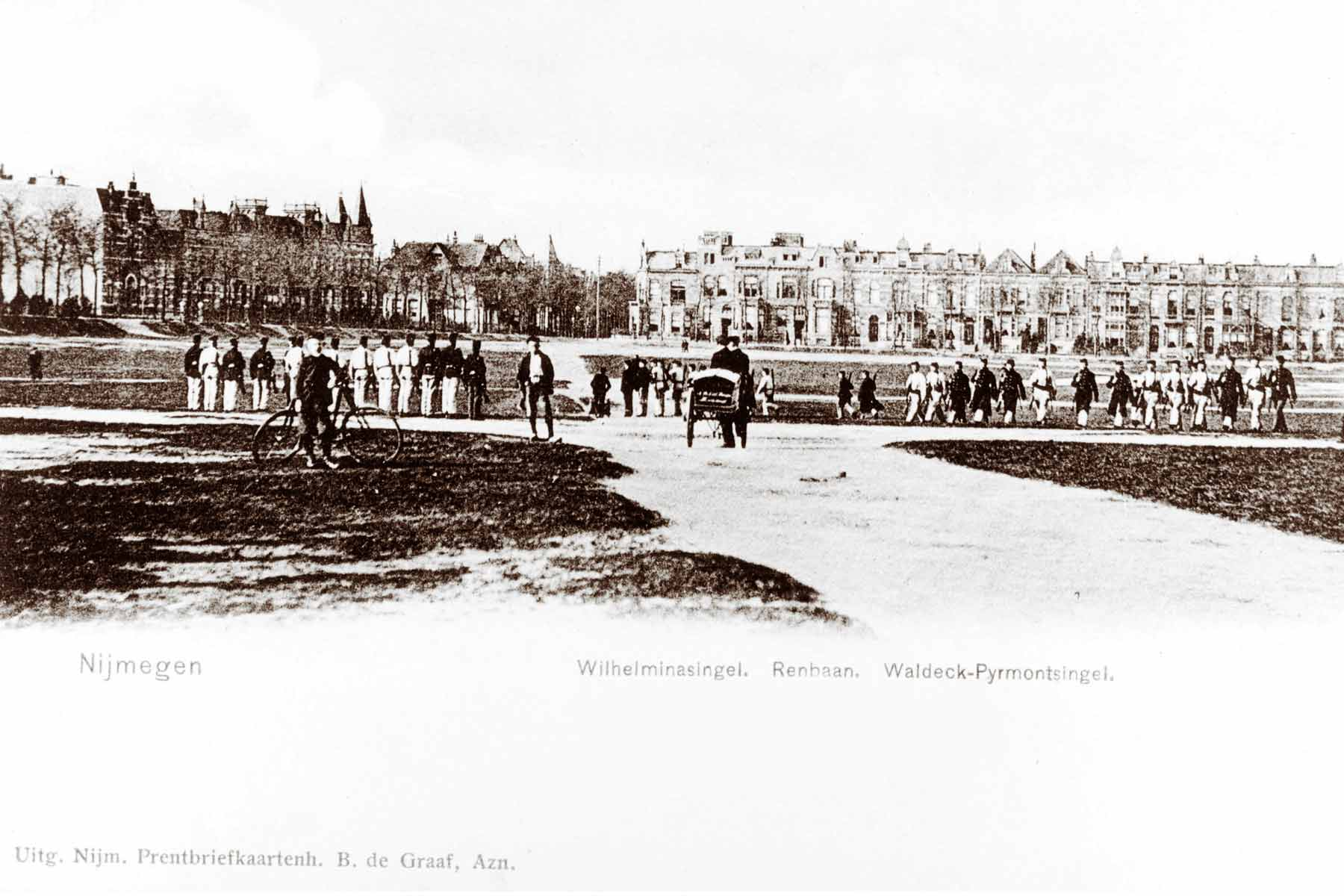
De Wedren in 1895 met op de achtergrond de Wilhelminasingel

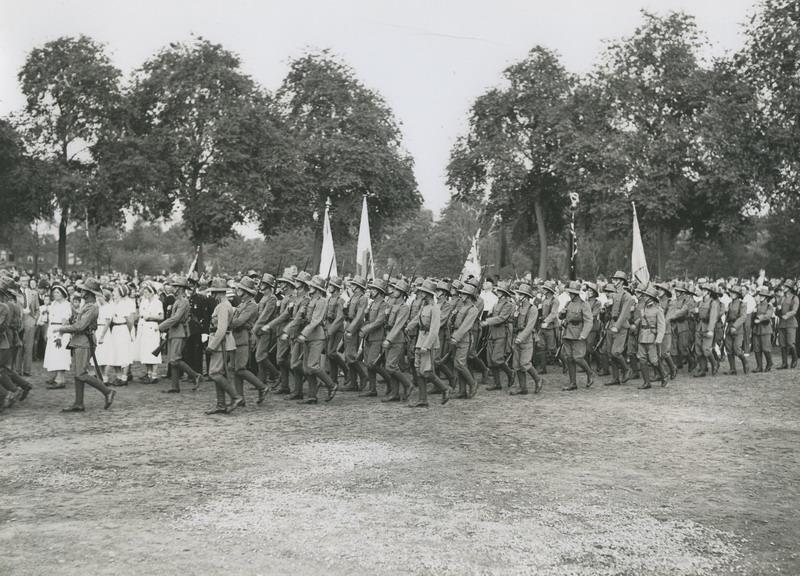
Twee detachementen van het Korps Koloniale Reserve tijdens de vlaggenparade 1938 op de Wedren

De Wedren is een plein in de Nederlandse stad Nijmegen, dat wordt gebruikt als parkeerterrein en evenemententerrein. Het bevindt zich net buiten het centrum van Nijmegen, tussen de Bijleveldsingel, de Prins Bernhardstraat, de Waldeck Pyrmontsingel, en het Vierdaagseplein in de wijk Altrade.

## Geschiedenis
Het terrein behoorde tot het gebied net buiten de vestingwallen. Toen deze eind 19e eeuw gesloopt werden, werd het niet als aangrenzende stukken in Nijmegen-Oost en rond de Groesbeekseweg en St. Annastraat bebouwd. In het gebied werd sociëteit de Vereeniging gebouwd en tevens een wielrenbaan en een renbaan (wedrenbaan genoemd) en er was een exercitieterrein. In 1910 kreeg het de naam Julianaplein. Tijdens de Tweede Wereldoorlog was de naam 'Centrumpark' in gebruik en in 1944 werd een gedeelte wederom Julianapark genoemd. In 1955 doorkruiste de nieuwe Prins Hendrikstraat het gebied en werd het gebied ook kleiner door bebouwing. Het terrein De Wedren werd al sinds het begin van de 20e eeuw zo genoemd, maar de naam bleek tot 2011 nooit officieel vastgesteld.

## Vierdaagse
Tijdens de Nijmeegse Vierdaagse wordt de Wedren gebruikt als start- en finishplaats. Dan wordt ook het naastgelegen Vierdaagseplein, tot 1 juni 2016 Julianaplein genoemd, en een gedeelte van het Julianapark gebruikt. Militaire deelnemers starten hier echter niet. Zij starten en finishen bij kamp Heumensoord aan de Beukenlaan, een aantal kilometers verderop. Voorheen werd het Concertgebouw de Vereeniging als start en finish gebruikt. Voor de Wedren is gekozen omdat daar veel meer plaats was voor faciliteiten voor lopers en media.
Van 1938 tot 1950 werd de Vlaggenparade, de officiële opening van de Vierdaagse, op de Wedren gehouden.